# Giuseppe Sarti

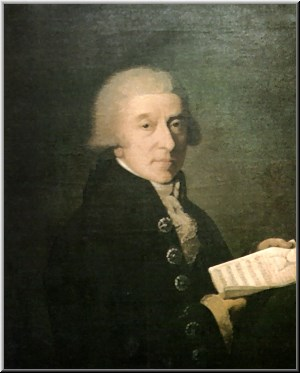
Giuseppe Sarti

Giuseppe Sarti,  döpt 1 december 1729 i Faenza, död 28 juli 1802 i Berlin, var en italiensk kompositör.
Han studerade för Padre Martini och skrev 1752 sin första opera, Pompeo in Armenia. 1755 anställdes han som hovkapellmästare i Köpenhamn och sånglärare för danske arvprinsen, och 1770-1775 dirigerade han danska hovteatern. För Köpenhamn skrev han bl. a. Soliman II, Tronfølgen i Sidon och Aglae, eller Støtten, 1775 blev han direktör för Ospedalettokonservatoriet i Venedig, 1779 kapellmästare vid katedralen i Milano och 1784 hovkapellmästare i Sankt Petersburg, där han sedan även blev konservatorieföreståndare och (för en av honom uppfunnen maskin för beräkning av tonsvängningar) hedersledamot, av vetenskapliga akademien. Hans mest kända operor för Ryssland är Armida e Rinaldo och Nachal'noye upravleniye Olega. 1801 var Sarti tvungen att lämna Ryssland på grund av dålig hälsa men fick pension av tsar Alexander. Sarti komponerade över 40 operor (Le gelosie villane, Giulio Sabino, Fra i due litiganti il terzo gode m. fl.), som nu är glömda, varemot en del av hans förtjänstfulla kyrkmusik (mässor, motetter, psalmer, te deum o. s. v.) längre utfördes i Italien.

## Verklista
Operor av Giuseppe Sarti

## Operor i urval
- Il re pastore (1752)
- Didone abbandonata (1762)
- Alessandro nell'Indie (1766) (libretto di Pietro Trapassi Pietro Metastasio)
- Le gelosie villane (1776)
- Medonte, re di Epiro (1777)
- Giulio Sabino (1781)
- Alessandro e Timoteo (1782)
- Fra i due litiganti il terzo gode (1782)
- Gli amanti consolati (1784)
- Enea nel Lazio (1799)

- Rondo Teco resti anima mia för tenor, 2 flöjter, oboe, horn, violin, viola och generalbas; autograf Milano 1777.